# Лујандо (Порторико)
Лујандо (шп. Luyando) град је у америчкој острвској територији Порторико, острвској држави Кариба.

## Демографија
По попису из 2010. године број становника је 2.886, што је 667 (-18,8%) становника мање него 2000. године.
| Група             | 2000.         | 2010.         |
| Белци             | 15 (0,4%)     | 16 (0,6%)     |
| Афроамериканци    | 71 (2,0%)     | 115 (4,0%)    |
| Азијати           | 3 (0,1%)      | 4 (0,1%)      |
| Хиспаноамериканци | 3.534 (99,5%) | 2.866 (99,3%) |
| Укупно            | 3.553         | 2.886         |